# Борисенко Валентина Кирилівна
Валентина Кирилівна Борисенко (до шлюбу Ільченко; нар. 17 липня 1945, Хижинці) — український етнолог, історик культури, доктор історичних наук з 1992 року, професор з 1997 року. Завідувачка відділу архівних наукових фондів рукописів та фонозаписів Інституту мистецтвознавства, фольклористики та етнології імені М. Т. Рильського НАН України.

## Біографія
Народилась 17 липня 1945 року в селі Хижинцях Вінницького району Вінницької області в селянській сім'ї. Закінчила 11 класів Хижинської середньої школи. З 1963 по 1968 рік — студентка в Київського державного університету (навчалась на історичному факультеті); у 1968—1971 роках — аспірантка Інституту мистецтвознавства, фольклористики та етнології імені М. Рильського АН УРСР (ІМФЕ).
З 1971 по 1981 рік — молодший науковий співробітник відділу етнографії ІМФЕ. 1974 року в Інституті мистецтвознавства, етнографії та фольклору АН Білоруської РСР захистила кандидатську дисертацію на тему: «Взаємозв'язки в традиційній культурі і побуті українців і поляків Поділля в кінці XIX початку XX століття» (науковий керівник Володимир Горленко). З 1981 по 1995 рік очолювала сектор рукописних фондів в ІМФЕ. 1992 року в ІМФЕ захистила докторську дисертацію на тему: «Весільні звичаї та обряди на Україні». Ініціювала створення першої в Україні кафедри етнології на історичному факультеті Київського національного університету імені Т. Г. Шевченко, очолювала її з 1995 по 2002 рік; від 2002 року професор цієї кафедри.

## Наукова діяльність
Як учасниця і керівниця брала участь у багатьох історико-етнографічних експедиціях по регіонах України. Основна проблематика досліджень:
- історія етнології;
- матеріальна і духовна культура українців;
- порівняльне дослідження культури поляків, греків та болгар.

Серед праць:
- Нова весільна обрядовість в сучасному селі. — Київ, 1979;
- Весільні звичаї та обряди на Україні. — Київ, 1988;
- Поділля. — Київ, 1994 (у співавторстві);
- Культ предків в обрядах українців // Родовід. — 1991. — № 2;
- Весільні звичаї та обряди греків Приазов'я // Під одним небом. Фольклор етносів України. — Київ, 1996;
- Історико-етнографічне вивчення Холмщини і Підляшшя // Матеріали III Міжнародного конгресу україністів. — Харків, 1996;
- Холмщина і Підляшшя. — Київ, 1997 (у співавторстві);
- Українці. — Опішня, 1999. — Том 1 (у співавторстві);
- Осінні традиційні свята українців Північного Підляшшя // Етнічна історія народів Європи. — Київ, 2000. — № 6 (у співавторстві);
- Традиції та життєдіяльність етносу.(На матеріалах святково-обрядової культури). — Київ, 2000;
- Нариси з історії української етнології 1920 – 1930-х років. Київ, 2002.

Ініціаторка створення і відповідальна редакторка наукової збірки «Етнічна історія народів Європи» (Київ, 1999—2003, № 1–15).
Віднайшла низку архівних документів і вперше опублікувала матеріали про етнографічну спадщину Юрія Павловича, Архипа Тесленка, Любові Шульгиної, Ніли Заглади, Петра Франка, Петра Одарченка, Василя Авраменка.
Авторка статей до Енциклопедії сучасної України.

## Відзнаки
- Заслужений діяч науки і техніки України (26 листопада 2005)[4];
- Орден княгині Ольги ІІІ ступеня (21 листопада 2008; за вагомий особистий внесок у вшанування пам'яті жертв геноциду Українського народу у зв'язку з 75-ми роковинами Голодомору 1932-1933 років в Україні, подвижницьку діяльність, спрямовану на висвітлення правди про Голодомор)[5].